# 비제이
예술적으로 비제이로 알려진 요셉 비제이 ( 1974년 6월 22일 첸나이 , 타밀 나두 )는 현재 타밀 영화 산업 프로덕션에서 일하고 있는 인도 배우, 립싱크 가수 및 프로듀서이다. 영화 감독이자 프로듀서 S. A. 찬드라세카르 의 아들인 그는 "베트리 "라는 영화에서 아역 배우로 경력을 시작했으며 나중에 1992년 영화 " 날라야 테르푸"에서 주연 데뷔를 했다. 그는 또한 2009년부터 통합한 사회 지원 단체인 "비제이 인민 조직"이라는 캠페인을 설립했다.

## 어린 시절과 가족
비제이는 마드라스(현재 첸나이), 타밀 나두에서 태어났다. 그의 아버지 S. A. 찬드라세카르는 영화 감독이다. 그의 어머니 쇼바 찬드라세카르는 재생 가수이자 카르나틱 보컬리스트이다. 그의 아버지는 기독교인 혈통이고 그의 어머니는 힌두교. 비제이는 12세에 세례를 받았다. 비제이에게는 두 살 때 사망한 자매 비디아가 있었다.
처음에 파티마 입학 고등 중등 학교에 다니기 코담바캄에서 비제이는 나중에 발라록 입학 고등 중등 학교에 입사했다. 비루감밤캄에서 로욜라 칼리지에서 비주얼 커뮤니케이션 학위를 취득했다. 공부하는 동안 18세에 아버지에게 "그가 그를 발사할 수 있는지" 물었다.
1. ↑  “The Hindu : Metro Plus Coimbatore : `Message' man”. 2016년 11월 10일. 2016년 11월 10일에 원본 문서에서 보존된 문서. 2022년 11월 12일에 확인함.
2. ↑  “Lakshmansruthi.com”. 《profiles.lakshmansruthi.com》. 2016년 3월 4일에 원본 문서에서 보존된 문서. 2022년 11월 12일에 확인함.
3. 1 2  “Latest biography news about vijay”. 《www.vikatan.com》. 2021년 12월 27일. 2022년 10월 12일에 원본 문서에서 보존된 문서. 2021년 12월 27일에 확인함.
4. ↑  Daily, Keralakaumudi (2020년 2월 21일). “"I was born as a Christian, my wife is a Hindu": Vijay's father SA Chandrasekhar responds to allegations”. 《Keralakaumudi Daily》. 2022년 1월 4일에 원본 문서에서 보존된 문서. 2022년 1월 4일에 확인함.
5. ↑  "Vijay". starsbiography.
6. ↑  “Rare picture of Vijay with his sister – Tamil News”. 《IndiaGlitz.com》. 2019년 2월 25일.
7. ↑  “Vijay speaks about his childhood schooling in fathima matriculation school chennai”. 《YouTube》. 2021년 12월 12일에 원본 문서에서 보존된 문서.
8. ↑  “Vijay | Which Celebrity belongs to your school/college?”. 《Behindwoods》. 2016년 4월 23일. 2017년 12월 28일에 확인함.
9. ↑  “"I would love to act as Vijays' mother" - Shoba Chandrashekar - Tamil News”. 《IndiaGlitz.com》. 2016년 5월 8일. 2022년 11월 12일에 확인함.